# Чернілевський Ілля Станіславович
Ілля́ Станісла́вович Черніле́вський (10 червня 1991 — 7 травня 2022, біля c. Кам'янка, Покровський район, Донецька область) — український поет, співак, композитор, перекладач, який загинув, захищаючи Україну від російського завоювання.

## Життєпис
Народився в Києві, в сім'ї Станіслава Чернілевського, поета, кінорежисера, Заслуженого діяча мистецтв України, викладача драматургії у Київському національному університеті театру, кіно і телебачення імені І. К. Карпенка-Карого та Ольги Чернілевської (до шлюбу Борисенко), літредакторки, режисерки дубляжу, продюсерки, яка працювала головною редакторкою і керівницею відділу дубляжу на каналі «1+1».
Ілля з раннього дитинства писав вірші та мав хист до співу. У підлітковому віці почав мріяти про кар'єру музиканта, сам опанував гру на гітарі та піаніно.

## Освіта
2004—2006 рр. навчався в Українському гуманітарному ліцеї.
2006—2008 рр. — навчався у спеціалізованій школі № 159.
2012 р закінчив Київський національний університет театру, кіно і телебачення імені І. К. Карпенка-Карого за фахом режисер кіно і телебачення.

## Кар'єра
Ілля не працював за фахом, натомість працював зі словом та активно розвивав музичну кар'єру.
Ілля Чернілевський є автором збірки поезії російською мовою «Розділимо простір» (2011р). Понад 10 років працював як перекладач — зокрема пісень для дубляжу кіно й анімаційних фільмів студій Disney, Universal, Sony.
Перекладав пісні до таких проєктів:
- «У Соні є шанс» (Sonny with a Chance)
- «Міккі Маус. Круті перегони» (Mickey and the Roadster Racers)
- «Піноккіо» (Pinocchio)
- «Коти-аристократи» (AristoCats)
- «Не дихай 2» (Don't breathe 2)
- «Історія іграшок 4» (Toy Story 4)
- «Акулопес» (Sharkdog)
- «Софія прекрасна» (Sofia the First)
- «Елена з Авалору» (Elena of Avalor)
- «Barbie. Будинок мрії» (Barbie. Dreamhouse)
- «Лис та мисливський пес» (Fox and the Hound)
- «Лис та мисливський пес 2» (Fox and the Hound 2)
- «Мчи, пес, мчи» (Go, dog, go)
- «Качині історії» (Ducktales)
- «Вампірина» (Vampirina)
- «Вафля та Моті» (Waffles&Moti)
- «Щасливого Різдва» (Last Christmas)
- «Пригоди імператора 2: Пригоди Кронка» (Kronk's New Groove)
- «Леді та Блудько» (Lady and the Tramp)
- «Леді та Блудько 2: Пригоди Пустуна» (Lady and the Tramp II: Scamp's Adventure)
- «Мулан» (Mulan)
- «Рятівники» (The Rescuers)
- «Рятівники. Операція Австралія» (The Rescuers Down Under)
- «Олівер і компанія» (Oliver & Company)
- «Меч у камені» (The Sword in the Stone)
- та інших.

Активно співпрацював зі студією «Пропелер», зокрема на замовлення сайту multok.com здійснив віршовані переклади українською мовою пісень кількох серіалів.
У 2019 р. виступив на Фестивалі «Ірпінський Парнас», де вперше побачив, що його творчість подобається публіці. Отримав гранд-прі, і саме це стало поштовхом до початку кар'єри. Активно брав участь у фестивалях, зокрема у міжнародному фестивалі «Каштановий дім», «Поетичні вакації», Sevama fest, фестивалі авторської пісні та сучасної української поезії «Відкриті небеса», робив квартирники, концерти, онлайн-концерти за часів пандемії коронавірусної хвороби 2019.
Чернілевський є автором понад 50 пісень російською мовою, які сам і виконував. Найвідоміші з них — «Твои плечи пахнут молоком и медом», «Небоскреби», «Никого не люблю», «Горькая луна», «Винстон». Після початку російського вторгнення в Україну 2022 року вирішив, що більше ніколи не писатиме російською, та не встиг написати нових пісень.
У листопаді 2023 року вийшла збірка його віршів «Я птах між тенет» (Ужгород: Видавництво Валерія Падяка, 2023. — 128 с.).
Після початку повномасштабного російського вторгнення в Україну добровільно вступив до складу Територіальної оборони Києва, а 8 березня — до лав Збройних сил України, не маючи бойового досвіду. Служив у складі 110-ї бригади, в/ч А4007. Загинув 7 травня 2022 року у районі н. п. Кам'янка, Покровського району Донецької області внаслідок ворожого мінометного обстрілу.

## Премії
- Гран-прі на Фестивалі «Ірпінський Парнас» (2019) за авторську пісню, 2 місце у номінації «Поезія».